# Marta Laureano
Marta Laureano ist eine mexikanischstämmige Frau, die am 16. August 1995 in Amarillo im amerikanischen Bundesstaat Texas nach einem Prozess wegen Kindesmisshandlung von dem Bezirksrichter Samuel Kiser per Gerichtsbeschluss dazu verpflichtet wurde, Englisch mit ihrer Tochter zu sprechen.
Marta Laureano wollte ihre Muttersprache Spanisch mit dem Kind sprechen, weil es zweisprachig aufwachsen sollte. Dagegen klagte der geschiedene englischsprachige Vater, der anführte, das Kind lerne sonst nur von ihm Englisch, was nicht genüge. Er gewann den Prozess. Der Richter begründete, wenn die Tochter die erste Klasse beginne und nicht mal die Sprache sprechen könne, die von den Lehrern und den anderen Kindern gesprochen werde, obwohl sie ein vollwertiger amerikanischer Bürger sei, würde das Kind missbraucht und auf die Position eines Dienstmädchens verwiesen.

## Quelle
- Deseret News: SPEAKING ONLY SPANISH AT HOME IS ABUSE, TEXAS JUDGE RULES